# تومي إيفان
تومي إيفان هو لاعب هوكي الجليد كندي، ولد في 31 يناير 1911 في تورونتو في كندا، وتوفي في 25 يونيو 1999 في شيكاغو في الولايات المتحدة.

## وصلات خارجية
- تومي إيفان على موقع HockeyDB.com (الإنجليزية)